# روبي راسيل
روبي راسيل (بالإنجليزية: Robbie Russell)‏ هو لاعب اتحاد الرغبي بريطاني، ولد في 1 مايو 1976 في بريزبان في أستراليا.

## وصلات خارجية
- روبي راسيل على موقع دوري الرغبي الممتاز (الإنجليزية)
- روبي راسيل عل موقع إسبنسكروم (الإنجليزية)
- روبي راسيل على موقع ItsRugby.co.uk (الإنجليزية)